# Karel Navrátil
Karel Navrátil (Praga, 24 d'abril, 1867 - Idem. 23 de desembre, 1936), va ser un periodista i compositor musical txec.

## Biografia
Després de graduar-se al gimnàs real alemany, es va graduar a l'institut de professors alemanys de Praga. Va ser alumne de František Ondříček al violí i va estudiar teoria musical amb el musicòleg austríac Guido Adler a la Universitat Alemanya de Praga. Es va convertir en àrbitre musical a Viena. El 1916 va tornar a Praga i va treballar com a professor de música. Va ser reporter musical del setmanari "Národní republika" i també va informar sobre la vida musical a la República Txeca a la premsa nord-americana.
Va ser un compositor prolífic, però poca de la seva obra es va interpretar en públic. Només es van publicar composicions per a piano i cors més petits.

## Treball (selecció)
- Herman a Dorothea (l'òpera va ser rebutjada pel Teatre Nacional de Praga)
- Salambo (òpera)
- 2 symfonie
- Jan Hus, Žižka, Bílá Hora (cicle de poemes simfònics)
- Concert per a piano en fa menor
- Concert per a violí en mi major
- Sonata per a violí i piano en fa major (dedicada a František Ondříček)
- Kantor Halfar (cor masculin)